# José Mata Castro
José Mata Castro, conocido también como el Comandante Mata (San Martín del Rey Aurelio, España, 1 de enero de 1911-Alès, Francia, 13 de junio de 1989), fue un minero y guerrillero español, uno de los más célebres miembros del maquis asturiano.
Habiendo participado en la Revolución de Asturias de 1934 y más tarde en la guerra civil, rechazó tras la ocupación sublevada de la región huir desde Gijón por vía marítima y se refugió con buena parte de sus hombres en las montañas, pasando a formar parte del elevado número de «huidos», «fugaos» y guerrilleros –«bandoleros», en la terminología franquista– que resistieron durante once años, hasta su marcha a Francia en 1948.

## Biografía
José Mata nació en 1911 en La Llave, una localidad del concejo asturiano de San Martín del Rey Aurelio enclavada en La Hueria de Carrocera. Trabajó desde muy joven en la minería, al igual que su familia, y se afilió al Sindicato de los Obreros Mineros de Asturias (SOMA), ingresando a los 16 años en las Juventudes Socialistas y en 1931 en el Partido Socialista Obrero Español. Participó de forma destacada en la Revolución de 1934 en el valle del Nalón, primero en el asalto del cuartel de la Guardia Civil de Sama, y después en Oviedo, encuadrado en el grupo que dirigía Manuel Otero. Fue detenido durante la sofocación gubernamental de la revuelta, pasando 14 meses en la cárcel de El Coto de Gijón, a causa de una condena de 15 años que terminó conmutada al triunfar las candidaturas del Frente Popular en las elecciones generales de 1936.
Ante la noticia del golpe de Estado del 18 de julio de 1936, se sumó a la expedición de mineros que el mismo día salió hacia Madrid, y regresó con ella a través de Ponferrada, Villablino, Leitariegos y Cangas del Narcea hasta Trubia, donde tomó parte en la ocupación de la Fábrica de Armas. Junto al grupo de Manuel Otero estuvo combatiendo en la zona de Leitariegos, intentando detener el avance de las columnas gallegas sobre ese puerto. Posteriormente, y siempre con Otero, luchó en el frente de Oviedo durante la ofensiva de octubre de 1936. Durante los meses de noviembre y parte de diciembre permaneció en la Academia Militar de Bilbao, de donde salió con el grado de teniente del Ejército Popular de la República. De vuelta en Asturias, estuvo presente en la ofensiva republicana de febrero de 1937 sobre Oviedo al lado nuevamente de Otero, quien falleció en uno de los enfrentamientos, y al cual sustituyó provisionalmente en el mando del batallón. Posteriormente, en marzo de 1937, recibió el encargo de formar su propio batallón, el Asturias n.º 64 o «batallón Mata». Desde entonces y hasta el final de la guerra se mantuvo próximo al cerco de Oviedo, en el que realizaba continuas acciones de hostigamiento al llamado «pasillo de Grado».
Cuando en octubre de 1937 se produjo la ocupación franquista de Asturias, se refugió en las montañas con un número considerable de sus efectivos. Fue uno de los principales líderes en torno al cual giró la organización guerrillera socialista, estructurada orgánicamente desde 1943 con la creación del denominado Comité de Monte. Con su apoyo se reorganizó también en el llano la Federación Socialista Asturiana (FSA) el mismo año, y el SOMA en marzo de 1946. El 1 de mayo de 1947 fue arrestada la práctica totalidad del Comité Regional de la FSA, por lo que los hombres del Comité de Monte tuvieron que asumir toda la responsabilidad del Partido Socialista en Asturias, formando una nueva comisión ejecutiva provincial de la que Mata fue su presidente. La situación se hizo sin embargo insostenible a lo largo de 1948, con una represión que iba diezmando las guerrillas, por lo que Indalecio Prieto, presidente del PSOE en el exilio, preparó un barco en el que abandonaron España el 23 de octubre de 1948 los últimos 29 hombres de la guerrilla socialista asturiana, con José Mata al frente. Entre ellos se encontraban Arístides Llaneza, hijo de Manuel Llaneza, y Manuel Fernández Peón, alias «Comandante Flórez». Ya en Francia, mientras volvía a ejercer su profesión de minero, en la que se desempeñaría hasta su jubilación, Mata se integró en las organizaciones socialistas y fue un miembro destacado de la Comisión Socialista Asturiana (CSA). En 1975, al morir el secretario de la CSA José Barreiro, ocupó su vacante.
Después de la legalización del PSOE y la transición a la democracia, Mata renunció a integrarse en la vida política, aunque realizó frecuentes viajes a España. Falleció en Alès (Francia), en 1989.